# Blues (альбом)
Blues — посмертный сборник Джими Хендрикса, выпущенный  26 апреля 1994 года на лейбле MCA Records.

## Об альбоме
Альбом содержит 11 песен, записанных Хендриксом в 1966-1970 годах. Шесть из них раньше не выпускались. Большая часть альбома состоит из чернового материала, оставшегося в студии и, скорее всего, не предназначавшегося для выхода.
Диск занял 45-е место в американском чарте Billboard 200.

## Список композиций
| №   | Название                                   | Автор(ы)                                   | Длительность |
| --- | ------------------------------------------ | ------------------------------------------ | ------------ |
| 1.  | «Hear My Train a Comin'» (acoustic; live)  | Джими Хендрикс                             | 3:05         |
| 2.  | «Born Under a Bad Sign» (инструментальная) | Букер Ти Джонс                             | 7:37         |
| 3.  | «Red House»                                | Хендрикс                                   | 3:41         |
| 4.  | «Catfish Blues»                            | Народная, аранжировка Хендрикса            | 7:46         |
| 5.  | «Voodoo Chile Blues»                       | Хендрикс                                   | 8:47         |
| 6.  | «Mannish Boy»                              | Мадди Уотерс, Мел Лондон, Эллас МакДаниэль | 5:21         |
| 7.  | «Once I Had a Woman»                       | Хендрикс                                   | 7:49         |
| 8.  | «Bleeding Heart»                           | народная, аранжировка Хендрикса            | 3:26         |
| 9.  | «Jelly 292» (инструментальная)             | Хендрикс                                   | 6:25         |
| 10. | «Electric Church Red House»                | Хендрикс                                   | 6:12         |
| 11. | «Hear My Train a Comin'» (electric; live)  | Хендрикс                                   | 12:08        |

## Участники записи
| Музыканты - Джими Хендрикс — гитара, вокал - Билли Кокс — бас-гитара (на «Born Under a Bad Sign», «Mannish Boy», «Once I Had a Woman», «Bleeding Heart», «Jelly 292» и «Hear My Train a Comin' (Electric)») - Ноэль Реддинг — бас-гитара (на «Red House», «Catfish Blues» и «Electric Church Red House») - Бадди Майлз — ударные (на «Born Under a Bad Sign», «Mannish Boy», «Once I Had a Woman» и «Bleeding Heart») - Митч Митчелл — ударные (на «Red House», «Catfish Blues», «Voodoo Chile Blues», «Jelly 292», «Electric Church Red House» и «Hear My Train a Comin' (Electric)») - Джек Кэйсэйди — бас-гитара на «Voodoo Chile Blues» - Стив Уинвуд — орган на «Voodoo Chile Blues» - Шарон Лэйн — орган на «Jelly 292» - Ли Майклс — орган на «Electric Church Red House» | Дополнительные персоны - Алан Дуглас — продюсер - Брюс Гэри — продюсер - Марк Линетт — звукорежиссёр - Joe Gastwirt — мастеринг - Роб О’Коннор — обложка, дизайн - Ричард Булл — обложка, дизайн - Michael J. Fairchild — liner notes |